# Zoropsidae
Zoropsidae é uma pequena família de aranhas araneomorfas errantes que inclui espécies de aspecto similar às pertencentes à família Lycosidae. O grupo consta de 20 espécies, agrupadas em 5 géneros, com distribuição natural restrita à Nova Zelândia, Eurásia à região do Mediterrâneo.

## Taxonomia
A família Zoropsidae inclui os seguintes géneros:
- Akamasia Bosselaers, 2002
- Birrana Raven & Stumkat, 2005
- Devendra Lehtinen, 1967
- Griswoldia Dippenaar-Schoeman & Jocqué, 1997
- Huntia Gray & Thompson, 2001
- Kilyana Raven & Stumkat, 2005
- Krukt Raven & Stumkat, 2005
- Megateg Raven & Stumkat, 2005
- Phanotea Simon, 1896
- Takeoa Lehtinen, 1967
- Uliodon L. Koch, 1873
- Zoropsis Simon, 1878
  - Zoropsis spinimana (Dufour, 1820) (a única espécie com distribuição natural na Europa)